# Styringomyia chelifera
Styringomyia chelifera is een tweevleugelige uit de familie steltmuggen (Limoniidae). De soort komt voor in het Afrotropisch gebied.